# Trost
Trost je priimek v Sloveniji in tujini. Po podatkih Statističnega urada Republike Slovenije je na dan 1. januarja 2011 v Slovenji uporabljalo ta priimek 127 oseb.

## Znani slovenski nosilci priimka
- Andrej Trost (1643—1708), risar in bakrorezec
- Angela Trost (1883—1962), glasbena (pevska) pedagoginja
- Anton Trost (1889—1973), pianist in glasbeni (klavirski) pedagog
- Franc Trost (1857—1940), šolnik, glasbenoprosvetni delavec
- Ivan Trost (1890—?), violinist, koncertni mojster
- Jan Trost, pevec
- Janez Trost, pravnik ? (u. 1978)
- Matija Trost (~1550—1591), duhovnik, protestantski pridigar in prevajalec
- Milena Trost (1912—2002), operna pevka sopranistka, korepetitorka
- Mirko Trost (1886—?), šolnik

## Znani tuji nosilci priimka
- Barry M. Trost (*1941), ameriški kemik
- Carlisle A. H. Trost (1930—2020), ameriški admiral
- Pavel Trost (1907—1987) češki jezikoslovec in literarni zgodovinar